# Pangio

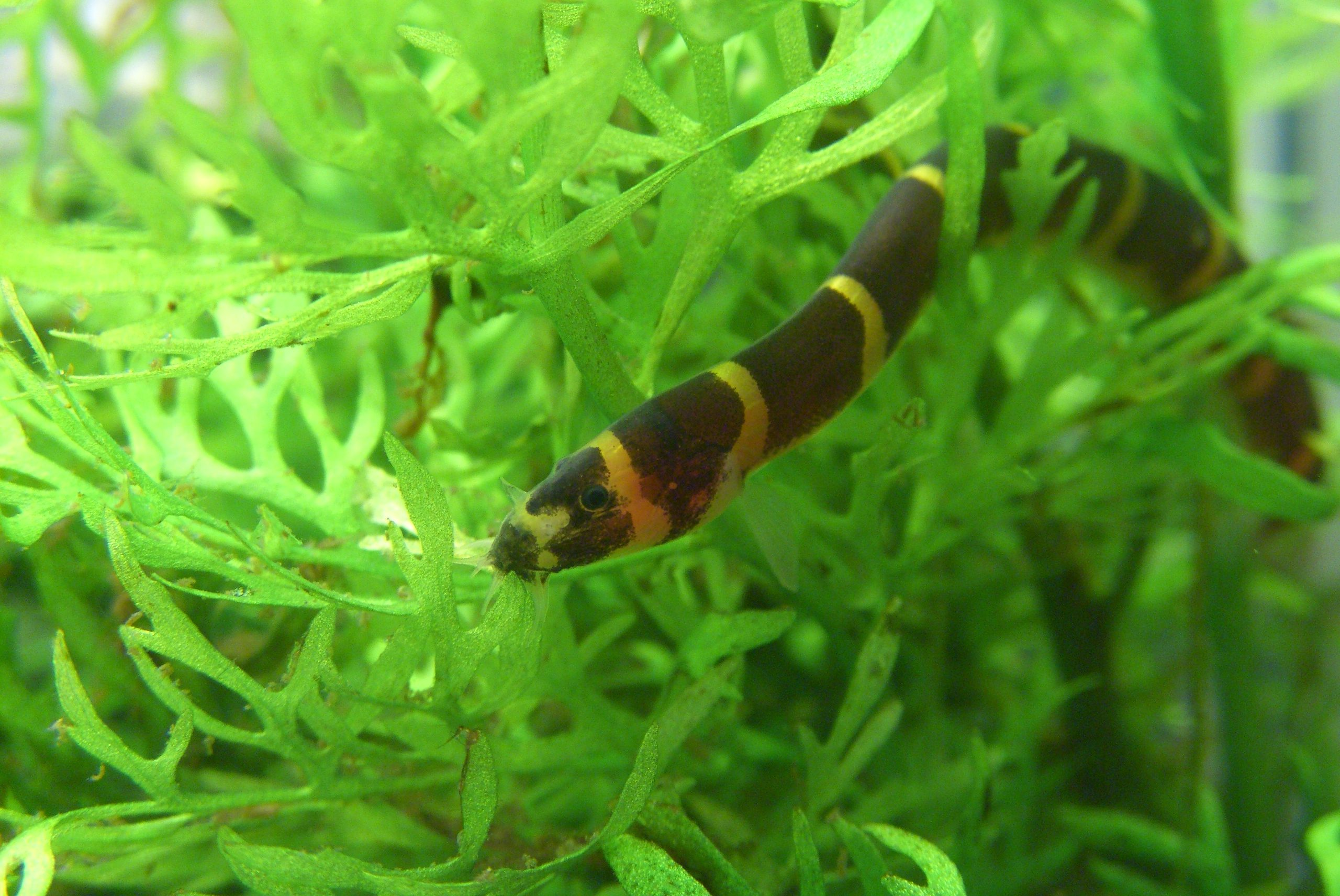
Pangio kuhlii

Pangio és un gènere de peixos actinopterigis de la família dels cobítids. Es troba a l'Índia, la península de Malaca (Myanmar, Tailàndia i Malàisia), el Vietnam, Laos, Cambodja i les Illes de la Sonda.

## Taxonomia
- Pangio agma (Burridge, 1992)[3]
- Pangio alcoides (Kottelat & Lim, 1993)[4]
- Pangio alternans (Kottelat & Lim, 1993)[4]
- Pangio anguillaris (Vaillant, 1902)[5]
- Pangio apoda (Britz & Maclaine, 2007)[6]
- Pangio atactos (Tan & Kottelat, 2009)[7]
- Pangio bitaimac (Tan & Kottelat, 2009)[7]
- Pangio borneensis (Boulenger, 1894)[8]
- Pangio cuneovirgata (Raut, 1957)[9]
- Pangio doriae (Perugia, 1892)[10]
- Pangio elongata (Britz & Maclaine, 2007)[6]
- Pangio filinaris (Kottelat & Lim, 1993)[4]
- Pangio fusca (Blyth, 1860)[11]
- Pangio goaensis (Tilak, 1972)[12][13]
- Pangio incognito (Kottelat & Lim, 1993)[4]
- Pangio kuhlii (Vallenciennes, 1846)[14]
- Pangio longipinnis (Menon, 1992)[15]
- Pangio lumbriciformis (Britz & Maclaine, 2007)[6]
- Pangio malayana (Tweedie, 1956)[16]
- Pangio mariarum (Inger & Chin, 1962)[17]
- Pangio muraeniformis (de Beaufort, 1933)[18]
- Pangio myersi (Harry, 1949)[19]
- Pangio oblonga (Vallenciennes, 1846)[14]
- Pangio pangia (Hamilton, 1822)[20][21]
- Pangio piperata (Kottelat & Lim, 1993)[4]
- Pangio pulla (Kottelat & Lim, 1993)[4]
- Pangio robiginosa (Raut, 1957)[22]
- Pangio semicincta (Fraser & Brunner, 1940)[23]
- Pangio shelfordii (Popta, 1903)[24]
- Pangio signicauda (Britz & Maclaine, 2007)[6]
- Pangio superba (Roberts, 1989)[25][26]